# Open Barletta 2010
L'Open Barletta 2010 è stato un torneo professionistico di tennis maschile giocato sulla terra rossa, che faceva parte dell'ATP Challenger Tour 2010. Si è giocato a Barletta in Italia dal 22 al 28 marzo 2010.

## Partecipanti

### Teste di serie
| Nazionalità | Giocatore        | Ranking* | Testa di serie |
| ----------- | ---------------- | -------- | -------------- |
| Finlandia   | Jarkko Nieminen  | 85       | 1              |
| Spagna      | Santiago Ventura | 91       | 2              |
| Belgio      | Steve Darcis     | 99       | 3              |
| Slovenia    | Blaž Kavčič      | 101      | 4              |
| Russia      | Igor' Kunicyn    | 102      | 5              |
| Spagna      | Pere Riba        | 117      | 6              |
| Spagna      | Iván Navarro     | 123      | 7              |
| Italia      | Simone Bolelli   | 126      | 8              |

(*) Ranking all'8 marzo 2010.

### Altri partecipanti
Giocatori che hanno ricevuto una wild card:
- Alessio Di Mauro
- Thomas Fabbiano
- Franco Skugor
- Filippo Volandri

Giocatori passati dalle qualificazioni:
- Martín Alund
- Aljaž Bedene
- Carlos Berlocq
- Alberto Brizzi

## Campioni

### Singolare
Pere Riba ha battuto in finale  Steve Darcis con il punteggio di 6–3, ritiro

### Doppio
David Marrero /  Santiago Ventura hanno battuto in finale  Ilija Bozoljac /  Daniele Bracciali con il punteggio di 6–3, 6–3